# ダニエル・モロー・バリンジャー
ダニエル・モロー・バリンジャー（Daniel Moreau Barringer、1860年5月25日 - 1929年11月30日）は、アメリカ合衆国の地質学者。バリンジャー・クレーターの研究で知られる。

## 経歴
プリンストン大学、ペンシルベニア大学卒。さらにハーヴァード大学とヴァージニア大学で地質学と鉱物学を学ぶ。
1892年よりアリゾナ州で友人たちと共に金鉱と銀鉱を探索し、銀鉱を発見する。
1902年、のちにバリンジャー・クレーターと呼ばれることになるクレーターの研究を始めた。このクレーターは、先行した研究者グローヴ・カール・ギルバート (Grove Karl Gilbert) により、ガス噴火によるものと結論付けられていた。
バリンジャーはクレーターは隕石衝突によるもので、隕石由来の鉄が埋蔵されていると推測し、採掘のための企業スタンダード・アイアン・カンパニーを設立した。1903年から1905年まで、スタンダード・アイアン・カンパニーはクレーターを掘削し、衝突由来である証拠を得た。
1906年、バリンジャーは Benjamin C. Tilghman と共同で、米国地質調査所でバリンジャー・クレーターについての論文を発表した。

## 献名

### バリンジャー・メダル
国際隕石学会は、衝突クレーターや太陽系小天体の衝突現象の分野で顕著な業績をあげた研究者を称えるバリンジャー・メダルを1982年に設立し、1984年から授与している。これは、ダニエル・モロー・バリンジャーと息子のダニエル・モロー・バリンジャー Jr.を記念したもので、バリンジャー父子が設立した企業であるバリンジャー・クレーター・カンパニーが出資者となっている。 
| Year | Name                                                      |
| ---- | --------------------------------------------------------- |
| 1984 | ユージン・シューメーカー (Eugene M. Shoemaker)            |
| 1985 | ロバート・シンクレア・ディーツ (Robert S. Dietz)          |
| 1986 | Donald E. Gault                                           |
| 1987 | ヴォルフ・フォン・エンゲルハート (Wolf J. von Engelhardt) |
| 1988 | Michael R. Dence                                          |
| 1989 | Virgil E. Barnes                                          |
| 1990 | Richard A. F. Grieve                                      |
| 1991 | Victor L. Masaitis                                        |
| 1992 | Edward C. T. Chao                                         |
| 1993 | Dieter Stoffler                                           |
| 1994 | D. W. Roddy                                               |
| 1995 | William A. Cassidy                                        |
| 1996 | F. Hörz                                                   |
| 1997 | T. Ahrens                                                 |
| 1998 | B. A. Ivanov                                              |
| 1999 | H. Jay Melosh                                             |
| 2000 | Ralph Belknap Baldwin                                     |
| 2001 | Alexander T. Basilevsky                                   |
| 2002 | Bevan M. French                                           |
| 2003 | Graham Ryder                                              |
| 2004 | Peter H. Schultz                                          |
| 2005 | Billy P. Glass                                            |
| 2006 | Robert M. Schmidt                                         |
| 2007 | Christian Koeberl                                         |
| 2008 | Frank T. Kyte                                             |
| 2009 | Wolf Uwe Reimold                                          |
| 2010 | William Kenneth Hartmann                                  |
| 2011 | Bruce F. Bohor                                            |
| 2012 | Jan Smit                                                  |
| 2013 | ウォルター・アルバレス (Walter Alvarez)                   |
| 2014 | Alex Deutsch                                              |
| 2015 | Artemieva, Natalia                                        |
| 2016 | Holsapple, Keith                                          |
| 2017 | 藤原顕 (Fujiwara, Akira)                                  |
| 2018 | Kenkman, Thomas                                           |
| 2019 | Cintala, Mark                                             |
| 2020 | Joanna Morgan                                             |
| 2021 | Osinski, Gordon                                           |
| 2022 | Collins, Gareth & Wünnemann, Kai                          |

### 小惑星
小惑星帯の小惑星3693 Barringerは、バリンジャー・クレーターが小天体の衝突によってできたことを証明したこと、加えてそれが月のクレーターの成因が小天体の衝突であることを強く支持することになったという業績を記念して、惑星科学者のシューメーカー夫妻の提案によって命名された。